# California State Legislature

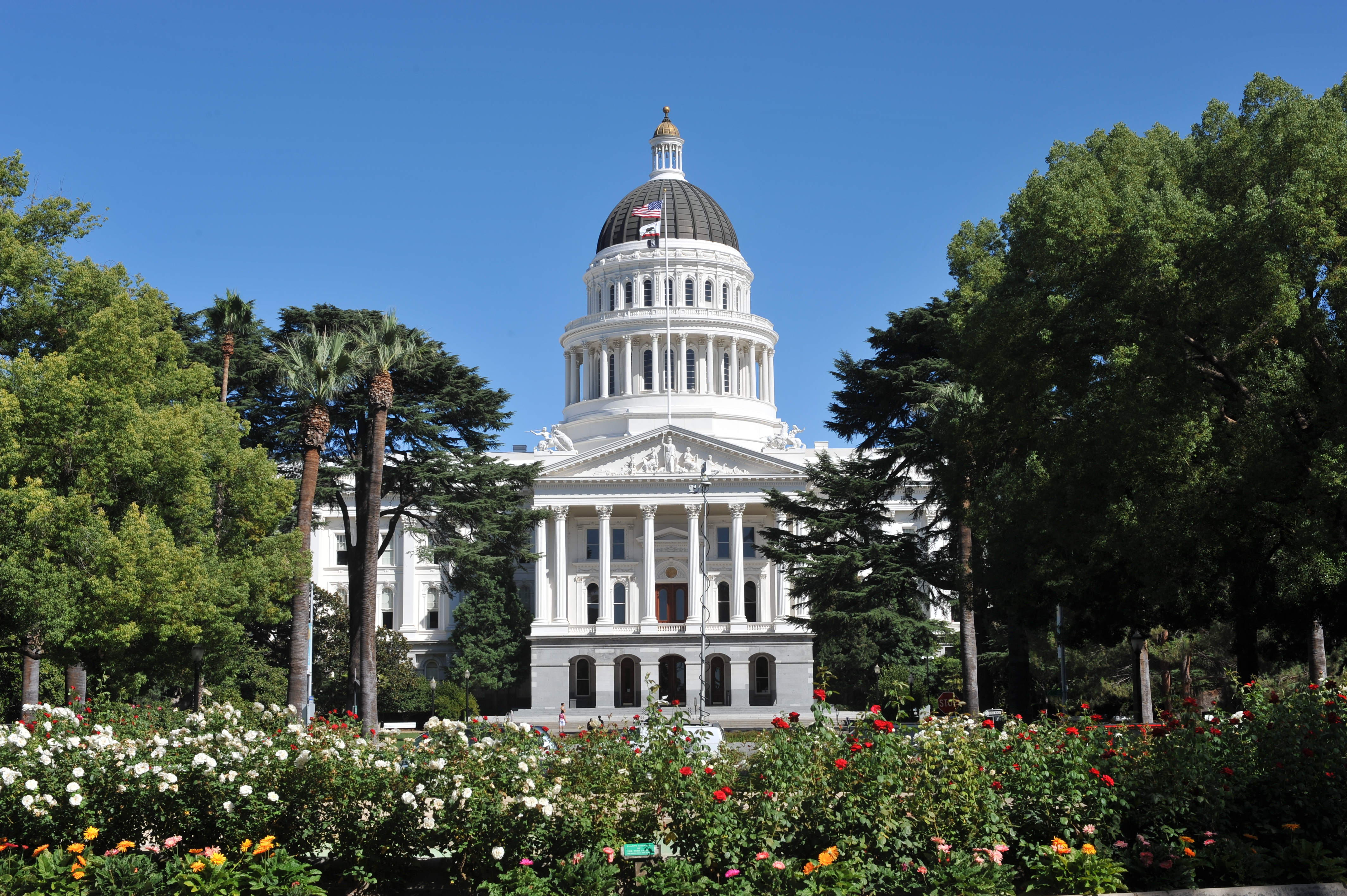
Het Capitool van Californië, waar zowel Senaat als Assembly zitting houden.

De California State Legislature is het parlement van de Amerikaanse staat Californië. Het bestaat uit twee kamers: het lagerhuis is de California State Assembly, dat 80 leden telt; het hogerhuis de California State Senate, met 40 leden. De leden van de Assembly worden voor twee jaar gekozen. Senators worden voor vier jaar gekozen. Elke twee jaar vinden verkiezingen plaats voor twintig Senaatszetels. Afgezien van een vakantieperiode na de verkiezing, is het parlement het hele jaar door in sessie, in het capitool in Sacramento.
In het staatsparlement van Californië hebben de Democratische Partij tegenwoordig een gekwalificeerde meerderheid. De Senaat telt 28 Democraten en 12 Republikeinen, de Assembly 52 Democraten en 25 Republikeinen. Daar waar Californië de laatste vier decennia vier Republikeinse gouverneurs heeft gehad, meer dan Democratische, worden de twee kamers van het parlement al lang ononderbroken door Democraten gedomineerd. De Assembly is Democratisch sinds de verkiezing van 1970. Dat geldt ook voor de Senaat, met de jaren 1995 en 1996 als uitzondering.